# Cornelis van Bijnkershoek

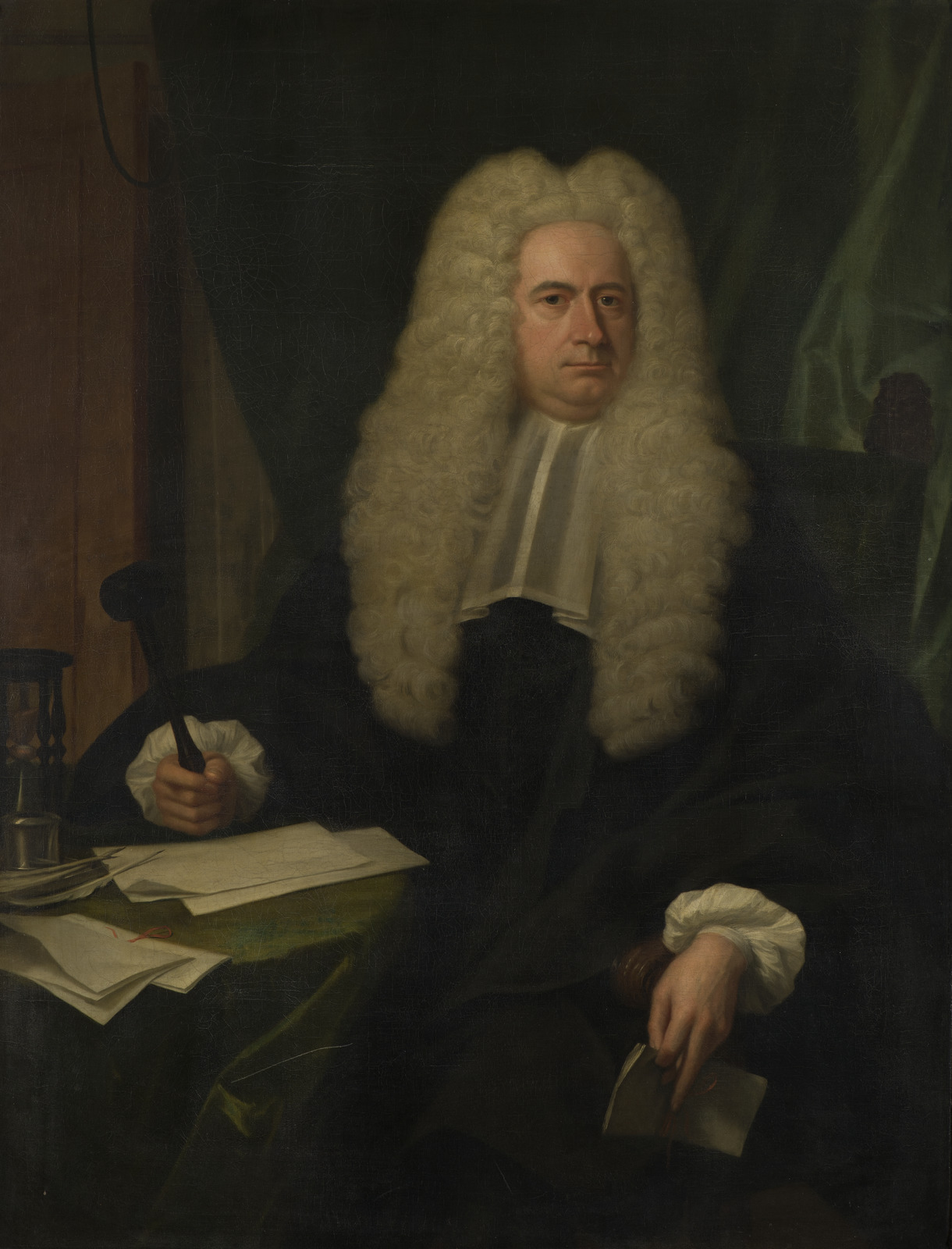
Portret van Cornelis van Bijnkershoek door Philip van Dijk, 1733 (Collectie Rijksdienst voor het Cultureel Erfgoed).

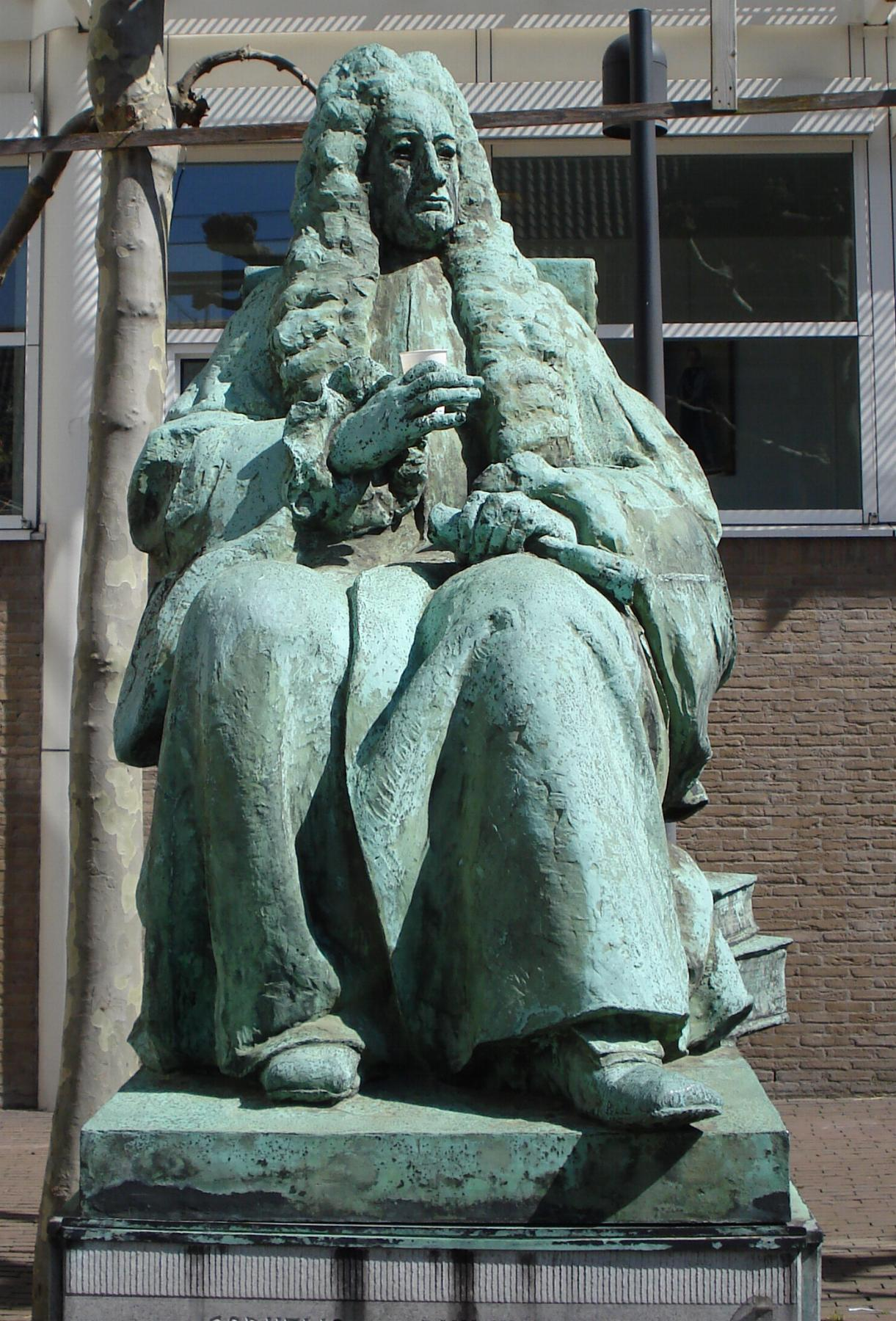
Beeld op de Korte Voorhout in Den Haag

Cornelis van Bijnkershoek (Middelburg, 29 mei 1673 - Den Haag, 16 april 1743) was een Nederlandse jurist en rechtsgeleerde die heeft bijgedragen aan de ontwikkeling van internationaal recht met werken als De dominio maris (1702). In 1744 verscheen een tweede druk hiervan.
Hij studeerde aanvankelijk godgeleerdheid, later rechtsgeleerdheid aan de Universiteit van Franeker. Hij was raadsheer van 1704 - 1724 en daarna president van de Hoge Raad van Holland, Zeeland en West-Friesland tot zijn dood. Hij overleed op 69-jarige leeftijd in Den Haag.
Van Bijnkershoek was vooral belangrijk voor de ontwikkeling van de Wetten van de Zee. Hij beargumenteerde dat kuststaten recht hebben op de aangrenzende wateren. De grens van de territoriale wateren was 3 zeemijl uit de kust of de afstand die een kanon kon overbrengen.
Van Bijnkershoek hield verder Observationes Tumultuariae bij, een dagboek van de argumentatie in rechtszaken en de motivering van arresten door de Hoge Raad. Deze rechtshistorische bron is van groot belang voor de kennis van de rechtspraak van de Hoge Raad in de eerste helft van de achttiende eeuw. Ook publiceerde hij over de geschiedenis van het Romeinse recht.
Een bronzen beeld van hem in ambtskostuum, in 1938 gemaakt door Albert Termote (1887-1978) stond oorspronkelijk voor het gebouw van de Hoge Raad aan het Plein en is in 1988 verplaatst naar het kantoor aan de Kazernestraat dat in 1988 geopend werd; sedert 2016 staat het beeld op het Korte Voorhout voor het huidige onderkomen van de Raad. Het werd gegoten door de Witmetaalfabriek Loosduinen, afdeling Kunstgieterij in Leiden. Het beeld heeft eerst vanaf 1964 op het Plein gestaan waar de Hoge Raad kantoor hield totdat dit in 1988 werd afgebroken om plaats te maken voor de nieuwbouw van de Tweede Kamer. Het beeld staat sinds 2016 voor de nieuwbouw van de Hoge Raad aan het Korte Voorhout.

## Vernoemd
- Van Bijnkershoeklaan, Transwijk, Utrecht
- Van Bijnkershoekweg, Schiebroek, Rotterdam